# تصوير شعاعي

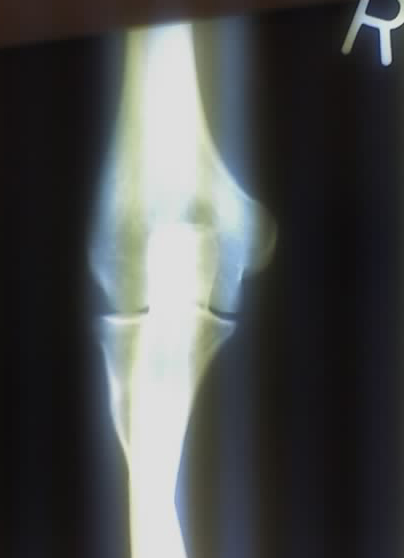
صورة شعاعية للوصلة المرفقية اليمنى

التصوير الشعاعي فحص الأشعة السينية أو اشعة رنتجن (بالإنجليزية: Radiography) وهو يستخدم الأشعة السينية لرؤية الأجزاء غير المرئية أو صعبة التصوير. هو فحص تخترق خلاله أشعة كهرومغناطيسية يصدرها جهاز إشعاعي خاص، أنسجة الجسم، وتصيب لوحا يكون موضوعا بالعادة خلف الجسم. على هذا اللوح (أو من خلال الحاسوب في حالات تصوير الـ CT) تتشكل صورة تظهر فيها أعضاء الجسم الداخلية التي اخترقتها الأشعة.
تستخدم الأشعة السينية في رسم صورة لأعضاء الجسم المختلفة باللونين الأبيض والأسود، وبمختلف درجات اللون الرمادي. يرمز وجود اختلافات بين الألوان إلى كثافة أنسجة الأعضاء في الجسم. فعلى سبيل المثال، تقوم أعضاء جسمنا ذات الكثافة العالية (العظم مثلا) بامتصاص غالبية كمية الإشعاع التي تصل إليها.
يستخدم لوح مصنوع من أنواع معينة من المعادن ويوضع خلف الجسم، يمكنه تكوين «ظلا» أبيض اللون على شكل العظم الذي تم تصويره. وهو ما سيحدث إذا اصطدمت الأشعة بأي نوع من أنواع المعدن أو المواد المختلفة، وهي مواد خاصة يتم استخدامها من أجل توضيح رؤية أعضاء معينة في الجسم، ونظرا لأن الأشعة لا تمر عبر هذه الأعضاء، فإن ظلا أبيض اللون سيظهر على لوح التصوير. أما الأعضاء الأخرى من الجسم، والتي تحتوي على الهواء (كالرئتين مثلا) فإنها ستبدو على شكل «ظل» أسود اللون، بينما ستبدو الأنسجة التي تحتوي على الدهون، العضلات أو السوائل المختلفة، باللون الرمادي على اختلاف درجاته.
استخدام الأشعة السينية في فحص أجزاء الجسم لا ينتج عنه أي ألم وهذه الأشعة تخرج صور للمكونات الموجودة داخل الجسم وخصوصاً العظام، حيث تستخدم في تشخيص الحالة المريضة للشخص المريض، ويخض لهذا الإجراء الأطفال والبالغين. ويعتبر الهدف الأساسي من الأشعة السينية المستخدمة في التشخيص هو تصوير الأجزاء والأعضاء الداخلية للجسم، ويتم ذلك من خلاله إصدار أشعة كهرومغناطيسية صادرة من جهاز إشعاعي خاص يعمل على اختراق أنسجة الجسم، حتى تصل إلى اللوح الذي يوضع خلف جسم المريض لتشكل صورة أعضاء الجسم التي تم اختراقها من قبل الأشعة.

## نظرة عامة
عند استخدام الأشعة السينية في تصوير الجسم، ينتج صورة بتدرجات مختلفة من الألوان. فالمواد ذات الكثافة العالية، مثل العظام والمعادن، تظهر بلون أبيض في صور الأشعة السينية نظرا لزيادة كثافتها عن باقي الأعضاء، بينما تبدو الدهون والعضلات كأطياف رمادية، وكلما انخفضت الكثافة زاد تحول اللون إلى اللون الأسود، فيظهر الهواء الموجود داخل الرئتين بلون أسود، بالنسبة لبعض أنواع اختبارات الأشعة السينية، يتم إدخال وسط تبايني — مثل اليود أو الباريوم — إلى الجسم لتوفير المزيد من التفاصيل في الصور.

## استخدامات الأشعة السينية
العظام والأسنان
- الكسور والالتهابات: تستخدم الأشعة السينية في فحص كسور العظام والتهابات العظام والأسنان.
- التهاب المفاصل: مثل المرفق ومفصل الركبة ومفاصل الكعب ومفاصل السلاميات والفكين وغيرها.
- تسوس الأسنان: تستخدم الأشعة السينية للبحث عن تجاويف الأسنان.
- هشاشة العظام: تستخدم الأشعة السينية أيضا في قياس كثافة العظام.[11][12]

الصدر
- الكشف عن الأمراض الصدرية مثل السل والحساسية الصدرية.
- الكشف عن سرطان الثدي عند السيدات.[13][14]
- انسداد الأوعية الدموية.
- الكشف عن أمراض القلب.[15][16][17]

البطن
- الكشف عن مشكلات الأمعاء.
- الكشف عن القرح الداخلية مثل قرحة المعدة.[18]
- ترسبات الأملاح في الكلى والمثانة.
- المواد المعدنية داخل الجسم «في حال البلغ بدون قصد».[19][20][21]

## مزايا الأشعة السينية
- تساعد الأشعة السينية في تشخيص الأمراض بشكل دقيق، أفضل من التشخيص التقليدي للحالة المرضية وبطريقة غير مؤلمة للمريض.
- سرعة الكشف عن أماكن الإصابة، مما يسهل من العلاج وزيادة نسب الشفاء.[22]
- دعم تخطيط العلاج الطبي والجراحي.[6]
- يمكن أن يلغي الحاجة إلى الجراحة الاستكشافية.[23]

## مخاطر استخدام الأشعة السينية
في جهاز الأشعة السينية قد يضر استخدام الإشعاع المؤين بالمادة الوراثية داخل الجسم، ولعل من أهم مخاطر هذا الإشعاع ما يلي:
- ارتفاع خطر الإصابة بالسرطان ويكون نتيجة التعرض المستمر للأشعة السينية، ومع ذلك تظل نسبة الخطر 1 في الـ 2000.[24]
- احمرار الجلد وتساقط الشعر.[25]
- النساء الأكثر عرضة للإصابة بالسرطان نتيجة التعرض للأشعة السينية.[26]

## الأشعة السينية على الصدر
يعتبر تصوير الصدر بالأشعة السينية فحصًا مفيدًا للغاية، ولكن يوجد حدود لاستخدام تلك الأشعة. نظرًا لأنه لا يمكن الكشف عن بعض حالات الصدر في صورة أشعة سينية تقليدية للصدر، لا يمكن لهذا الفحص الكشف عن جميع مشاكل الصدر. على سبيل المثال، قد لا تظهر السرطانات الصغيرة في الأشعة السينية للصدر. وتجلط الدم في الرئتين، وهي حالة الانسداد الرئوي لا يمكن أن يفحص الصدر بالأشعة السينية.قد يكون من الضروري إجراء مزيد من الفحوصات التصوير لتوضيح نتائج الأشعة السينية للصدر أو للبحث عن تشوهات غير مرئية في الأشعة السينية للصدر.
تنبعث الأشعة السينية بواسطة جهاز الأشعة السينية المستخدم، والتي بدورها تنتقل داخل جسم المريض، ويتم التقاطها بواسطة مستقبل على الجانب الآخر من المريض. يتم امتصاص بعض هذه الأشعة أكثر من غيرها اعتمادًا على الأنسجة التي تنتقل من خلالها. يسمح هذا الامتصاص المتفاوت للأشعة بإنشاء صورة على فيلم إشعاعي. يظهر في هذه الصورة الهواء باللون الأسود، والعظام بيضاء، وبقية الأنسجة تتفاوت فيما بينهما.
وتستخدم الأشعة السينية على الصدر لتقييم أي مشاكل في التنفس، مثل السعال أو ضيق التنفس التي يعاني منها المريض قبل العلاج، كما تستخدم للتأكد من صحة القلب والرئتين قبل إجراء الجراحة (والتخدير العام) أو العلاج الكيميائي، ويستخدم للبحث عن وجود التهاب رئوي إذا أصيب المريض بالحمى أثناء العلاج الكيميائي (يمكن أن يؤدي انخفاض تعداد الدم الأبيض، المسمى قلة العدلات، إلى زيادة خطر الإصابة)، وللتأكد من وجود التهاب الرئة الإشعاعي (التهاب الرئتين) أثناء العلاج الإشعاعي أو بعده أو بسبب أدوية العلاج الكيميائي، كما يدخل كجزء من تجربة سريرية إذا كانت هناك حاجة إلى تصوير الصدر بالأشعة السينية للمشاركة في إحدى الفحوصات المطلوبة.

## الأشعة السينية والحمل
وفقًا للأكاديمية الأمريكية لطب الأسرة، فإن الأشعة السينية آمنة بشكل عام أثناء الحمل، ولكن هناك قدرًا كبيرًا من الجدل حول هذه المشكلة. حيث أن الدراسات متضاربة إلى حد كبير في هذا الشأن، وبالتالي، يجب إجراء الأشعة السينية فقط عندما تفوق الفوائد المخاطر. يمكن أن توفر الأشعة السينية لمقدم الرعاية الصحية للأم وللجنين معلومات مهمة وحتى من الممكن أن تكون منقذة للحياة حول العديد من الحالات الطبية. ليست كل صور الأشعة السينية متشابهة. حتى أن فحوصات الأشعة السينية على الذراعين أو الساقين أو الصدر لا تعرض الأعضاء التناسلية للشعاع المباشر. ومع ذلك، فإن الأشعة السينية على الجذع، مثل البطن والمعدة والحوض وأسفل الظهر والكلى، لديها فرصة أكبر للتعرض للرحم. وفقًا للمعهد الأمريكي للأشعة، لا توجد أشعة سينية تشخيصية واحدة لها جرعة إشعاعية كبيرة بما يكفي لإحداث آثار ضارة على الجنين أو ما شابه ذلك.
فيقتصر إجراء فحص الاشعة السينية اثناء الحمل على الحالات الحرجة فقط والتي لا يمكن تأخيرها، ويجب على الحامل تأجيل الفحص الدورى إلى ما بعد الولادة، لتقليل الجرعة المتعرض لها من الإشعاع لأقل حد ممكن، لتقليل الاشعة الخارجية التي قد تصل للجنين، ويتبقى فقط التوصيل الاشعاعى الداخلى من جسم الام والذي لا يتعدى 1 راديكال.

## اختلاف الصورة عن الواقع
تختلف الأشعة السينية بشكل متباين بين كافة أعضاء الجسم، والسبب في ذلك الكثافة العظمية أو التكوينية للعضو، حيث أن العظام ذات الكثافة العالية تحجب العديد من الأشعة السينية وتمنعها من الوصول إلى اللوحة، فعندما يكون  الكالسيوم في العظام كثيفا، يقوم بامتصاص غالبية الأشعة السينية، مما يجعل صورة العظم تبدو بيضاء، الدهون والأنسجة الرخوة الأخرى أقل كثافة، لذلك فهي تسمح لمزيد من الإشعاع بالمرور عبرها وتظهر في ظلال رمادية. بينما تظهر أجزاء الجسم المجوفة، مثل الرئتين، داكنة أو سوداء لأن الكثير من الأشعة السينية تمر خلالها.

## الأشعة السينية على القدم
يمكن استخدام الأشعة السينية على القدم لتشخيص كسر العظام أو خلع المفاصل أو التهاب المفاصل أو تشوهات المفاصل مثل الأورام. كما يمكن أن تساعد الأشعة السينية للقدم في تشخيص سبب الأعراض غير المبررة مثل ألم القدم العام والتورم وما إلى ذلك. تُستخدم الأشعة السينية للقدم أيضًا بعد ضبط العظم المكسور، للتأكد من أن العظام قد تم ضبطها بشكل صحيح وسوف تلتئم بشكل صحيح، كما تستخدم للتأكد من التئام الكسور بعد التعافي. عادةً ما تقوم بإزالة الأحذية والجوارب وأي مجوهرات أو أشياء معدنية أخرى من القدم التي يتم تصويرها بالأشعة السينية، حيث يتداخل المعدن مع التصوير بالأشعة السينية ويظهر في الصورة الناتجة.

## جرعة الإشعاع
تختلف جرعة الإشعاع المطبقة في التصوير الشعاعي حسب الإجراء المطلوب. على سبيل المثال، الجرعة الفعالة عند تصوير الصدر بالأشعة السينية هي 0.1 ملي سيفرت، بينما التصوير المقطعي على البطن هو 10 ملي سيفرت. كما صرحت الجمعية الأمريكية للفيزياء الطبية (AAPM) أن «مخاطر التصوير الطبي للمريض عند الجرعات الأقل من 50 ملي سيفرت تنخفض عنها في الإجراءات الفردية أو 100 ملي سيفرت للإجراءات المتعددة التي تتم خلال فترات زمنية قصيرة جدًا بحيث لا يمكن اكتشافها وقد تكون غير موجودة». الهيئات العلمية الأخرى التي تتفق مع هذا الاستنتاج تشمل المنظمة الدولية لعلماء الفيزياء الطبية، ولجنة الأمم المتحدة العلمية المعنية بآثار الإشعاع الذري، واللجنة الدولية للحماية من الإشعاع. ومع ذلك، فإن المنظمات الإشعاعية، بما في ذلك الجمعية الإشعاعية لأمريكا الشمالية (RSNA) والكلية الأمريكية للأشعة (ACR)، بالإضافة إلى العديد من الوكالات الحكومية، تشير إلى معايير السلامة لضمان أن جرعة الإشعاع يجب أن تكون منخفضة قدر الإمكان.
الرصاص هو المصد الأكثر شيوعًا ضد الأشعة السينية بسبب كثافته العالية (11340 كجم / م 3) وقوة إيقافه وسهولة التركيب والتكلفة المنخفضة. كما أن النطاق الأقصى للفوتون عالي الطاقة مثل الأشعة السينية في المادة لانهائي، فيوجد احتمال لحدوث تفاعل في كل نقطة في المادة التي يجتازها الفوتون. وبالتالي هناك احتمال ضئيل جداً لعدم وجود تفاعل على مسافات كبيرة. وبالتالي فإن استخدام حزمة الفوتون يتم بشكل أساسي (مع اقتراب طول التوهين من طول إشعاع المادة). يوضح الجدول التالي السماكة الموصى بها للمصد الرصاصي عند استخدام طاقة الأشعة السينية، من توصيات المؤتمر الدولي الثاني للأشعة.
| الأشعة السينية الناتجة | الحد الأدنى لسماكة الرصاص |
| ---------------------- | ------------------------- |
| 75 كيلو فولت.          | 1.0 ملم                   |
| 100 كيلو فولت.         | 1.5 ملم                   |
| 125 كيلو فولت          | 2.0 ملم                   |
| 150 كيلو فولت.         | 2.5 ملم                   |
| 175 كيلو فولت.         | 3.0 ملم                   |
| 200 كيلو فولت.         | 4.0 ملم                   |
| 225 كيلو فولت          | 5.0 ملم                   |
| 300 كيلو فولت.         | 9.0 ملم                   |
| 400 كيلو فولت.         | 15.0 ملم                  |
| 500 كيلو فولت.         | 22.0 ملم                  |
| 600 كيلو فولت.         | 34.0 ملم                  |
| 900 كيلو فولت          | 51.0 ملم                  |

## منظر بحسب وتر

طريقة الحصول على صورَةُ المَنْظَرِ بحسب وَتَر (Water's view)

المَنْظَرِ بحسب وَتَر (المعروفة أيضًا باسم صورة قَذَالِيٌّ ذَقْني) هي صورة شعاعية، حيث يتم إسقاط الأشعة السينية بزاوية 45 درجة على خط صماخ الحجاجي (orbitomeatal line). وتمر الأشعة من خلف الرأس وتكون متعامدة على صفيحة التصوير الإشعاعي. وتستخدم تلك الطريقة للحصول على صورة أفضل للجيب الفكي العلوي.

### الأشكال المصورة
- جيب فكي علوي
- الجيب الجبهي (منظر مائل)
- جيب غربالي
- الجيب الوتدي (عبر فم مفتوح)
- نُتوء سني الشكل (إذا كان أسفل الذقن، فهو يؤكد الامتداد المناسب للرأس)

### المشاهدات الممكنة
| الباثولوجيا               | المشاهدة |
| ------------------------- | --- |
| لا شيء (طبيعي)            | - يقع النتوء سني الشكل تحت الذقن مباشرة. - الجيب الفكي العلوي أكثر شفيفًا للأشعة عن الصماخ. |
| التهاب الجيب الفكي العلوي | - يبين الجيب الفكي العلوي كثافة الإشعاعية. - يظهر الغشاء المخاطي أكثر سمكًا. - يمكن ملاحظة مستوى تدفق الهواء إذا تم التصوير بالأشعة في وضع "الرأس لأعلى". ولا تتم مشاهدته عند التصوير بالأشعة في وضع الاستلقاء. ويتجه تقعر لاشفافية السائل لأعلى. |
| السليلة                   | - يبين الجيب الفكي العلوي العتامة الشعاعية؛ والتي تظهر بغض النظر عن وضع إجراء التصوير بالأشعة. - عادة ما يكون للعتامة الشعاعية تقعرًا يتجه لأعلى. |
| الخباثة                   | - يتميز الجيب بالعتامة الشعاعية. - يظهر في بعض الأحيان تهدم جدر الجيب ويكون هذا تشخيصًا للخباثة - يتم قياس المسافة بين الجدار الجانبي الأمامي للفك العلوي والناتئ الإِكْليلاني للفك السفلي. فإذا كانت المسافة كبيرة على أحد الجانبين، فهذا يشير إلى وجود الحفرة تحت الصدغي نتيجة الخباثة. وهذا ما يطلق عليه عرض Handousa. ويتم تحديد إنذار وجود الخباثة من خلال وضع الورم على أساس خط Onhgren. |

## منظر شولر

طريقة الحصول على منظر شولر

منظر شولر هو منظر من التصوير الإشعاعي الجانبي للجمجمة يتم استخدامه بشكل رئيسي لإظهار الخلايا الخشائية. يمر الشعاع المركزي للأشعة السينية من جانب واحد من جوانب الرأس ويكون تجاه لوحة التصوير الإشعاعي بزاوية 60 درجة. حيث يمنع هذا الاعوجاج تداخل صور عظمتين خشائيتين. يتم أخذ صورة شعاعية لكل خشاء بشكل منفصل.

### منظر الهياكل
- خلايا الخشاء الهوائية
- القناة السمعية الخارجية
- تجويف طبلة الأذن
- المفصل الصدغي الفكي
- اللوحة السحائية
- لوحة الجيوب الأنفية
- عظم الأذن الداخلية الكثيف

### الملاحظات
| ملاحظة            | الوصف |
| ----------------- | --- |
| هوائي             | - الخلايا الهوائية التي تغطي الخشاء - الخلايا الهوائية التي تظهر بعد لوحات الجيوب الأنفية السحائية |
| متوسط             | - الخلايا الهوائية التي تغطي الخشاء - الخلايا الهوائية غير الظاهرة بعد لوحات الجيوب الأنفية السحائية |
| متصلب             | - عدم وجود الخلايا الهوائية - يظهر الغار بالكامل بحجم صغير - كثافة إشعاعية ملحوظة - يمكن رؤيتها في الأشخاص الذين يعانون من التهاب الأذن الوسطى المزمن فضلاً عن الأشخاص العاديين. |
| خشاء كثيف إشعاعيًا | - يظهر ظل إشعاعي واحد. وقد يوجد أيضًا في الخشاء المتصلب بالإضافة إلى الخشاء الطبيعي - التشخيص التبايني: - ورم كوليستيرولي - قطع الخشاء نتيجة الجراحة - خلية غارية كبيرة - خلية شبه غارية كبيرة - الورم الخبيث - التهاب الخشاء المزمن المصاحب للتحببات - الورم الحبيبي اليوزيني - مرض السل - الورم النقوي المتعدد - نقيلة الجمجمة من الكلى، والقصبات الهوائية، والصدر، وغير ذلك. |

## منظر كالدويل

طريقة الحصول على منظر كالدويل (Caldwell)

منظر كالدويل (أو المنظر القذالي الجبهي هو نسخة من التصوير الإشعاعي للجمجمة، حيث يزيد ميل شعاع الأشعة السينية 20 درجة تجاه خط الأوربيتوميتال تمر الأشعة خلف الرأس وتصبح عمودية على لوحة التصوير الإشعاعي. وعادة ما يتم استخدامه للحصول على رؤية أفضل لـلجيوب الجبهية.
الوضعيات الإشعاعية الرئيسية لتصوير الأطراف العلوية
- وضع الماركر المحدد لليد اليمنى أو اليسرى مهم جداً كجميع صور الأشعة.
- عند تصوير الأطراف العلوية يكون المريض جالساً على كرسي يوضع بجانب طاولة الفحص، ويجب الإنتباه هنا أن لاتكون أرجل المريض تحت طاولة الفحص بل يجلس المريض بشكل موازي للطاولة من مبدأ حماية الأطراف السفلية والأعضاء التناسيلية من الإشعاع. أيضاً الوجه والرأس يجب أن يوجهان بعيداً عن مجال الإشعاع.
- قاعدة عامة: عند طلب تصوير عضو معين يتم تصوير العضو المطلوب بالإضافة إلى جزء قليل من العضو الذي قبله والذي بعده ولايكتفى بتصوير العضو المطلوب فقط. وهذا لايعني تصوير العضوان الآخران كاملاً، ولكن فقط أجزاء منهما لكي تكتمل الصورة التشريحية.
- هنا ذكرت الوضعيات الرئيسية  والشائعة فقط وليس كل الوضعيات.
- في هذا الموضوع سيناقش أوضاع التصوير مع مناقشة التشريح في تصوير الأشعة مع معلومات ونصائح في التصوير بالأشعة العامة.[49]

### الهياكل المرئية
- الجيب الجبهي
- الجيب الغربالي
- مدار
- الإطارات المدارية
- الجدار المداري الإنسي
- العظم الوجني
- عظم الأنف
- الحاجز الأنفي
- الفك السفلي

### الملاحظات الممكنة
| علم الأمراض                           | ملاحظة |
| ------------------------------------- | --- |
| الأمور العادية                        | - تم ملاحظة النماذج الهوائية المختلفة للجيب الجبهي في السكان. - قد تكون الجيوب الجبهية غير متماثلة في الفرد العادي. - عادة ما يظهر الجيب الجبهي ظل الشفيف الشعاعي وتظهر الخلايا الفردية، وتأخذ مظهر الحاسوف أو مظهر يشبه القرنفل. |
| التهاب الجيوب الجبهية الأنفية المزمنة | - تعتيم الجيب الجبهي المتزايد - الغياب الطبيعي للحاسوف. |
| الورم العظمي                          | - تم مشاهدة العتامة الشعاعية الملحوظ. (أكثر كثافة من العظم) |
| فقر دم الأرومة الحمراء                | - نقص البنيوماتيساشن (البنيوماتيساشن الناقصة) هو أمر شائع في العثور على فقر الدم المنجلي والبيتا الثلاسيميا. - هيبر البنيوماتيساشن (البنيوماتيساشن المتزايدة) هو أمر شائع في العثور على ضخامة النهايات ومتلازمة ستيرج ويبر.       |

## أخلاقيات في علم التصوير الشعاعي
الأخلاقيات ضرورية، فهي مدونة مكتوبة ضمنية في أي مجال ليس فقط التصوير الشعاعي ولكن أيضًا كل شيء طبي بشكل عام، فهي تتعلق بالحيوانات أيضًا في هذه الحالات يتم ترشيحها أخلاقيات علم الأحياء، لذلك لا تنطبق على حالة معينة. في مجال التصوير الشعاعي، يجب حماية أخصائيي الأشعة وتقنيي التصوير الشعاعي والمرضى من خلال الأخلاقيات التي تمنحهم الحقوق، وحقوق المرضى في حماية خصوصيتهم وقول الحقيقة بأبسط طريقة للفهم والموافقة، وحقوق أطباء الأشعة والتصوير الشعاعي يجب احترام التقنيين لمهنيتهم.

## اقرأ أيضاً
- تصوير طبي
- تصوير بالميوونات
- تصوير بالأشعة السينية للبطن
- صورة إشعاعية ذاتية
- اعتلال الكلية الناجم عن مواد التباين